# Реймут Райхе
Раймут Райхе (народився 20 червня 1941, Есслінген-на-Неккарі ) — німецький соціолог, сексолог, письменник і психоаналітик.
У свої молоді роки Райхе був активістом Соціалістичного німецького студентського товариства (SDS), а в 1966 році став президентом SDS. Він також був членом групи Революційної боротьби у Франкфурті . Райхе вивчав соціологію в Берліні та Франкфурті-на-Майні . У 1973 році разом з Мартіном Даннекером він опублікував «Звичайний гомосексуаліст», щоб отримати ступінь доктора філософії. Після закінчення університету Райхе працював в Інституті сексології Університету Йоганна Вольфганга Гете у Франкфурті-на-Майні. У 1991 році Райхе отримав докторську кваліфікацію ( приват-доцент ) за темою: Geschlechterspannung [Гендерний (або статевий) штам] .
З 1973 по 1980 рік Райхе навчався в Інституті Зигмунда Фрейда у Франкфурті-на-Майні, а в 1980 році став психоаналітиком (DPV). З 1980 року Райхе працює психоаналітиком у Франкфурті-на-Майні.

## Роботи
- Сексуальність і класова боротьба. Про критику репресивної десублімації, Берлін, 1968.
- Сексуальна революція - Згадуючи міфи, у: Лотар Байєр, (1988) Плоди повстання. Про зміну політичної культури через Студентський рух, Berlin: Wagenbach, Pages 45–71.

- Гендерна напруга - психоаналітичне дослідження, Франкфурт a. М., (Фішер Т.Б.)1990, 204 сторінки, нове видання: Gießen (Psychosozial-Verlag) 2000.
- Сексуальність і суспільство, Festschrift для Volkmar Sigusch (під редакцією разом з М. Даннекером) Франкфурт a. M. (Campus) 2000, 418 Pages.
- Самотня душа матері - мистецтво, форма та психоаналіз, Франкфурт a. М. (Stroemfeld)  2001, 200 стор.
- Інстинктивна доля суспільства. Про структурну зміну психіки, Франкфурт а. M. (Campus), 2004.
- Психоаналітична терапія сексуальних перверсій. У: Volkmar Sigusch (Hrsg.): Sexuelle Störungen und ihre Behandlung. Stuttgart, New York: Thieme 2007, S. 439-464
- Гібридний нацист в аналізі в: Jahrbuch der Psychoanalyse, Jg. 60, Verlag Frommann-Holzboog, Stuttgart 2010 ISSN 0075-2363

## Зовнішні посилання
- Література Реймута Райхе в Німецькій національній бібліотеці

1. ↑  Bibliothèque nationale de France BNF: платформа відкритих даних — 2011.
2. ↑  CONOR.Sl